# Sân bay Supadio
Sân bay Supadio (IATA: PNK, ICAO: WIOO) là một sân bay ở Pontianak, Tây Kalimantan, Indonesia. Sân bay Supadio có một đường băng dài 2249 m bề mặt nhựa đường.

## Các hãng hàng không và các tuyến điểm
Hiện có các hãng hàng không sau đang hoạt động tại sân bay Supadio:
- Batavia Air (Jakarta, Kuching, Yogyakarta, Semarang, Batam, Surabaya, Pekan Baru)
- Dirgantara Air Services (Ketapang, Pangkalanbun, Sintang)
- Sriwijaya Air (Jakarta)
- Lion Air (Jakarta)
- Garuda Indonesia (Jakarta)